# Mehanika tekočin
Mehánika tekočín (mehanika fluidov ali hidromehanika) je del mehanike kontinuov, ki obravnava gibanje in deformacijo tekočin kot kontinuov, torej ne da bi se ozirala na njihovo notranjo zgradbo.
Mehaniko tekočin lahko razdelimo na premikanje tekočin, za katere lahko predvidevamo, da so nestisljive (tekočine, še posebej voda, in plini pri nizkih hitrostih), kateri rečemo hidrodinamika. Subkategorija hidrodinamike je hidravlika, ki se ukvarja s tokom tekočin v pipah in odprtih kanalih.
Dinamika plinov se ukvarja s tokom tekočin, v katerih se dogajajo velike spremembe gostote, kot je npr. pretok plinov skozi šobe pri visokih hitrostih. Aerodinamika se ukvarja s pretokom plinov (še posebej zraka) mimo teles, kot so letala, rakete in avtomobili.

## Zgodovina
Eni izmed prvih znanih inženirskih problemov, ki so nastali v času prvih človeških mest, so bili povezani z dostavo vode za domačo uporabo in za namakalno poljedelstvo. Iz arheologije je jasno, da je vsaka uspešna zgodovinska civilizacija investirala v izgradbo in vzdrževanje vodnih sistemov. Najbolj znan primer so rimski akvedukti (nekateri so še vedno v uporabi).
Impresiven inženirski primer iz tehničnega vidika je vsekakor helensko mesto Pergamon (današnja Turčija). Tam so od 283 do 133 pr.n.št. zgradili serijo svinčenih in opečnatih cevovodov, dolgih do 45 km, ki so obratovali pod pritiskom, večjim od 1.7 MPa (180m tlačne višine).
Prvo splošno priznano apliciranje hidromehanike ene osebe je pripisano Arhimedu (285–212 pr. n. št.), ki je formuliral in apliciral princip plovnosti v prvem znanem preizkusu količine zlata v kroni kralja Hierota I.
V srednjem veku se je uporaba naprav, povezanih s tekočinami postopoma povečevala. Za črpanje vode iz rudnikov so razvili elegantne batne črpalke, vodno kolo in mlinsko kolo pa sta omogočila hitro mletje žita, kovanje, ipd. Takrat so bile tovrstne naprave pomembne, ker za njihovo obratovanje ni bila potrebna fizična človeška ali živalska energija, in njihov razvoj je pomembno prispeval k prihajajoči industrijski revoluciji. Čeprav so izdelovalci tovrstnih naprav ostali večinoma neznani, so naprave kot take ostale dobro dokumentirane (npr. Georgius Agricola).
V obdobju renesanse se je razvoj sicer nadeljeval, ampak najbolj pomembna je bila znanstvena metoda, ki se je postopoma razvila, in ki so jo začeli uporabljati po celi Evropi. Med prvimi, ki so s pomočjo znanstvene metode neposredno ali posredno raziskovali hidromehaniko, so bili Simon Stevin, Galileo Galilei, Edme Mariotte, Evangelista Torricelli v 16. in 17. st. Njihovo delo je integriral in izpilil Blaise Pascal v 17. st. Italijanski menih Bendetto Castelli (16.-17.st.) je bil prvi, ki je objavil tezo o principu kontinuitete fluidov. Sir Isaac Newton (17.-18.st.) je apliciral svoje zakone na fluide in raziskoval vztrajnost tekočin, upornost, proste tokove in viskoznost. Na osnovi tega znanja je gradil Švicar Daniel Bernoulli in njegov sodelavec Leonard Euler (18.st.). Njuno delo je skupaj definiralo energijske in momentne enačbe.

## Hidrostatika
Hidrostatika preučuje mirujoče tekočine. Iz zakona o viskoznosti vidimo, da je strižna sila v mirujočih tekočinah vedno enaka nič. Zaradi tega je sila, s katero tekočina pritiska na steno posode, vedno pravokotna na steno, enako pa seveda tudi nasprotno enaka sila, s katero pritiska stena na tekočino. Iz istega razloga je tudi gladina tekočine pravokotna na silo teže.
- hidrostatični tlak
- vzgon

## Hidrodinamika
Hidrodinamika obravnava gibanje tekočin pri hitrostih, znatno manjših od hitrosti zvoka. Pri obravnavi zanemarimo stisljivost tekočin.
- Bernoullijeva enačba
- zastojni tlak
- hemodinamika